# Lead Singer Syndrome
Lead Singer Syndrome är en EP som släpptes den 6 juni 2009 av artisterna Kleerup och Markus Krunegård.

## Låtlista
1. 5 hours from you
2. Lead singer syndrome
3. Handshake and a smile
4. April's child
5. Mom and dad